# Politiezone Voorkempen
De Politiezone Voorkempen (zonenummer 5355) is een Belgische politiezone die zich uitstrekt over de Antwerpse gemeenten Brecht, Malle, Schilde en Zoersel. De politiezone behoort tot het gerechtelijk arrondissement Antwerpen.
De zone wordt sinds 29 februari 2008 geleid door korpschef Geert Smet.
Het hoofdcommissariaat van de politiezone is gelegen aan de Vaartdijk 15 in Brecht.